# Artem Fedetskyi
Artem Andriovytch Fedetskyi (en ukrainien : Артем Андрійович Федецький) est un footballeur ukrainien, né le 26 avril 1985 à Novovolynsk. Il évolue au poste d'arrière droit.

## Palmarès
- FK Dnipro
  - Finaliste de la Ligue Europa en 2015.